# ورد طويل السبلة
ورد طويل السبلة (الاسم العلمي:Rosa longisepala) هو نوع من النباتات يتبع جنس الورد من الفصيلة الوردية.